# Mahakala
Mahakala (van Sanskriet mahā 'groot' en kāla 'donker/zwart' of 'tijd') is een godheid in het boeddhisme, hindoeïsme en sikhisme. In het vajrayana (Tibetaans boeddhisme) is hij als 'dharmapala' (beschermer van de boeddhistische leer, de dharma) een van de acht strenge, afschrikwekkende beschermgoden, in het hindoeïsme vertegenwoordigt hij de verwoestende, toornige kant van de god Shiva en is hij de levensgezel van de godin Kali. In de Japanse folklore wordt hij als 'Daikokuten' vereerd als een van de zeven geluksgoden.
Mahakala werd door het boeddhisme uit het hindoeïsme overgenomen en wordt afgebeeld in vele gedaanten.

## Mahakala in het vajrayana
Mahakala is een toornige emanatie wiens taak het is de dharma te beschermen, reden waarom een beeld van hem vaak de ingang van tempels en kloosters bewaakt. Mahakala's typerende zwartheid symboliseert zijn allesomvattende natuur, aangezien alle kleuren zich hierin oplossen. Net als kleuren verdwijnen in het zwart, verdwijnen ook namen en vormen in de Mahakala. Aangezien zwart ook de afwezigheid van kleur is, betekent het de natuur van de uiteindelijke realiteit.

## Vormen
De Mahakala wordt in drie vormen vereerd, ieder met zijn eigen eigenschappen. Zo is er de zesarmige Mahakala, die vooral binnen de gelugpa wordt gebruikt en een emanatie van Avalokitesvara is. Voorts is er de vierarmige Mahakala, die vooral binnen de nyingmapa wordt gebruikt en die wordt beschouwd als bijzonder goed karma. En ten slotte is er de Witte Mahakala, die wensvervullend is.

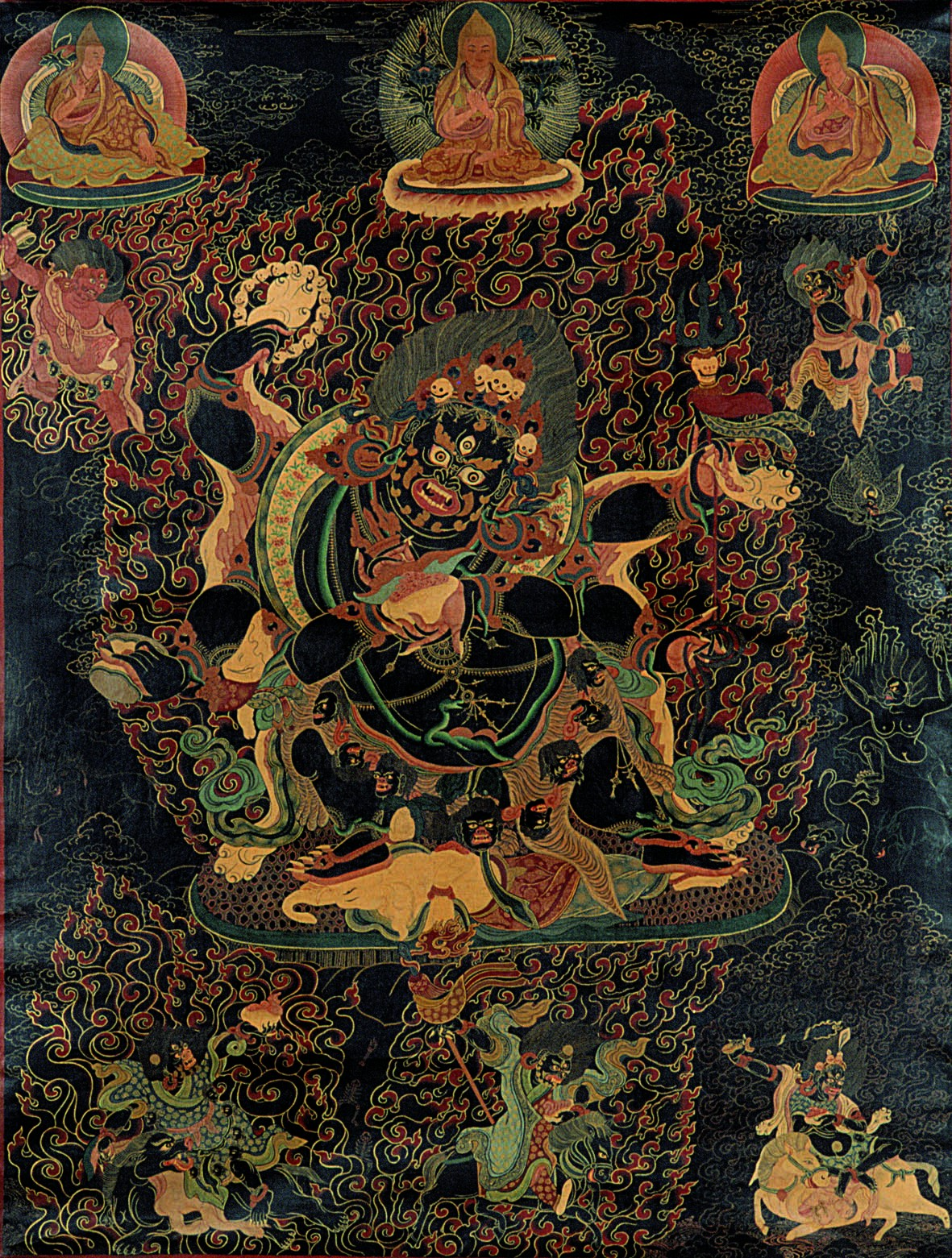
De zesarmige Mahakala
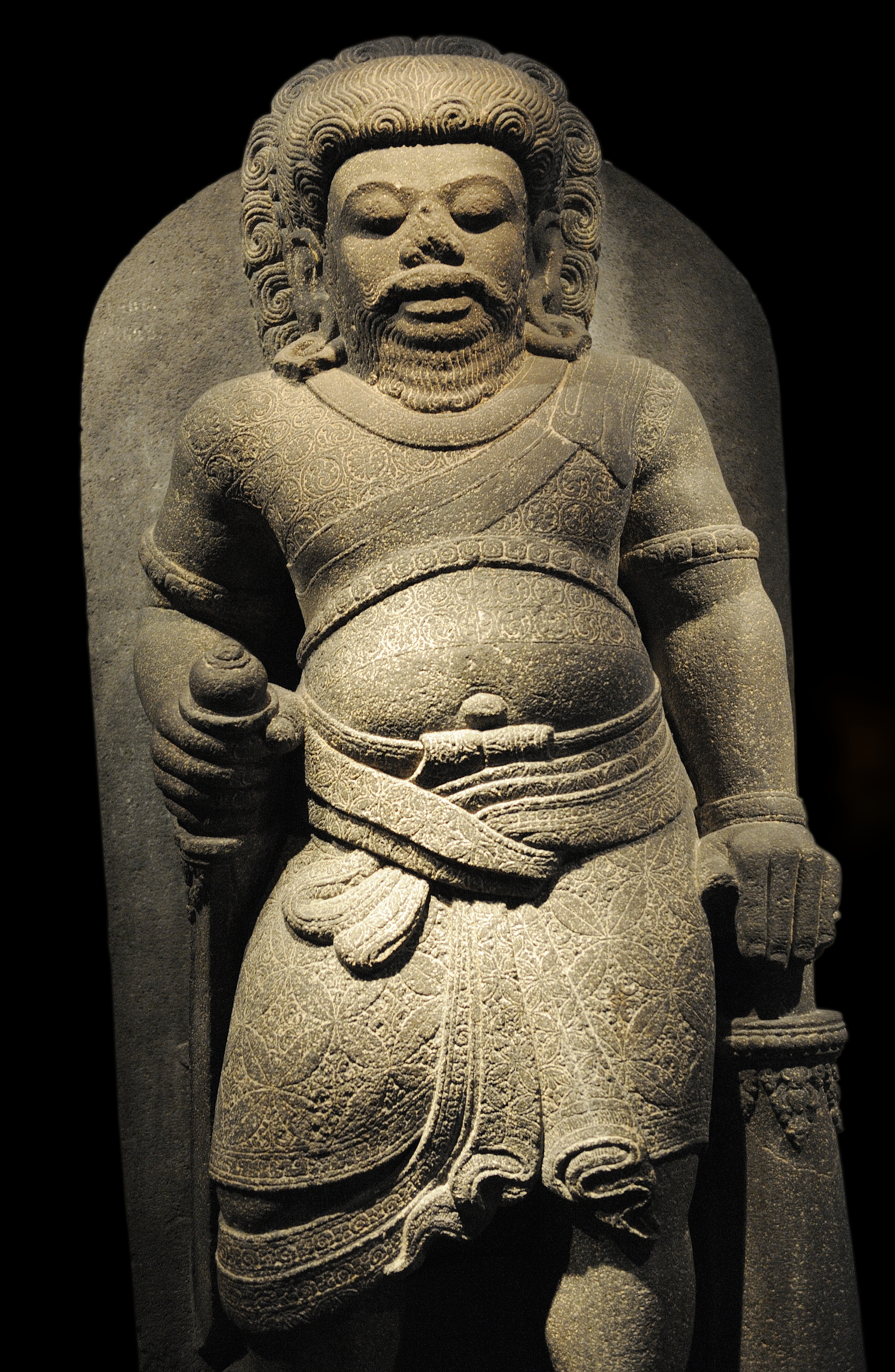
13e-eeuws Oost-Javaans stenen beeld van Mahakala
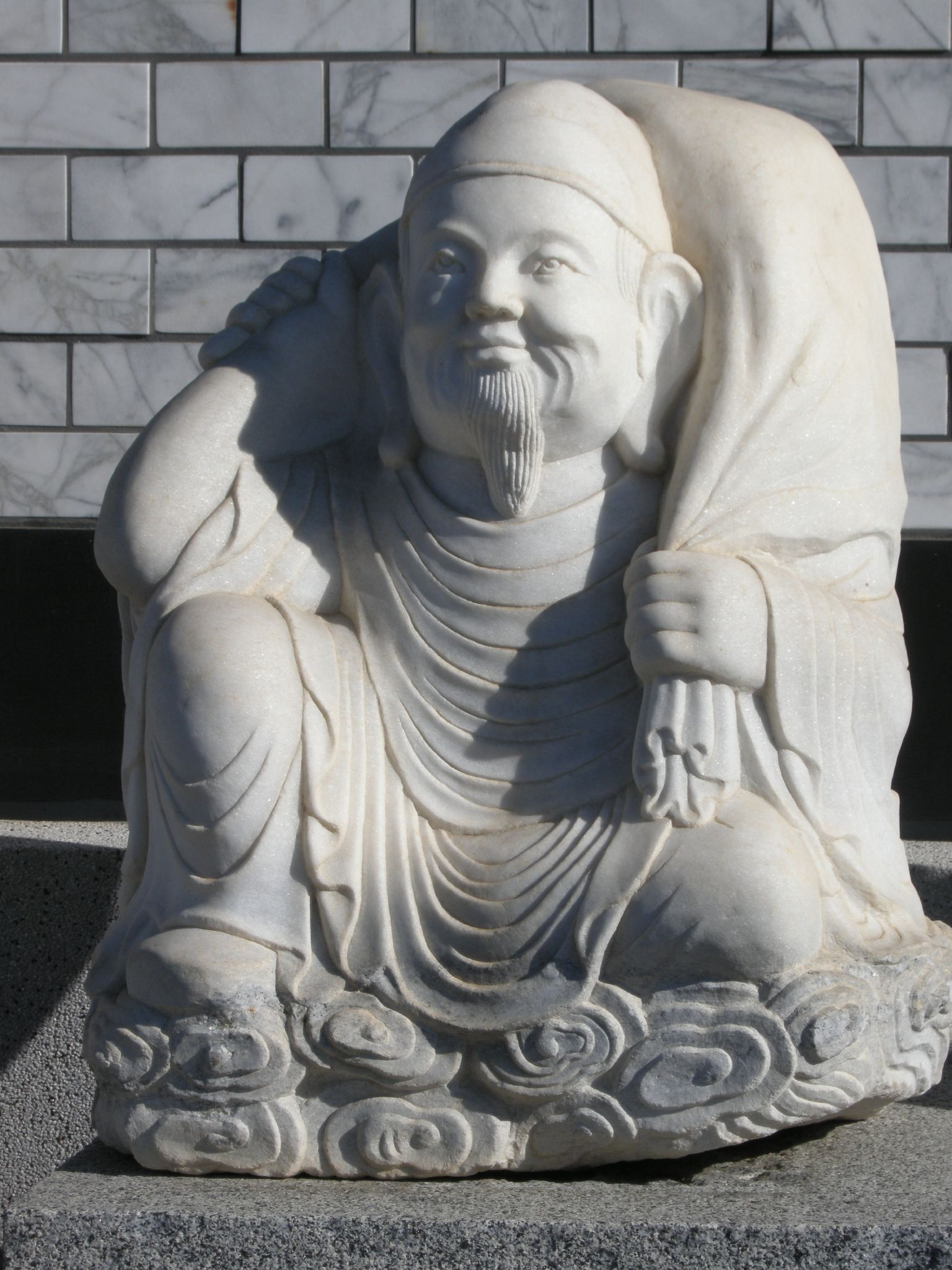
Daikokuten (Japan)

De Witte Mahakala is het welvarende aspect van Mahakala dat het economisch welzijn van tantrabeoefenaars steunt. Hij is de speciale beschermer van de Mongoolse boeddhist, en zijn iconografie is rijk aan symbolen die zijn status van 'welvaartsgod' benadrukken. Zo is zijn schedelkom gevuld met diverse juwelen in plaats van sterfelijke overblijfselen van zijn slachtoffers, en is zijn kroon van vijf juwelen gemaakt in plaats van de 'normale' vijf schedels.
Mahakala is dus een verschijningsvorm waaronder Avalokitesvara (Tib Chenrezig) zich manifesteert. Avalokitesvara is op zijn beurt weer een verschijningsvorm van Amitabha (Tib Eupame).

## Mahakala in de theravada
In de theravadatraditie is Mahakala een van de koningen van de Naga's, een devoot volger van Boeddha met een zeer lange levensduur. Mahakala kende de vier laatste Boeddha's (inclusief Gautama Boeddha) persoonlijk. Volgens de traditie hielp hij koning Asoka om een gelijkend beeld van Gautama Boeddha te maken, ook al was die toen reeds 250 jaar geleden overleden.